# Conciergerie
Conciergerie (francoska izgovorjava [kɔ̃sjɛʁʒəʁi]) je nekdanja stavba sodišča in zapor v Parizu v Franciji, ki stoji zahodno od Île de la Cité, pod Sodna palača (Palais de Justice). Prvotno je bilo del nekdanje kraljeve palače, Palais de la Cité, ki je vključevala tudi Sainte-Chapelle. Od kraljeve palače sta ostali dve veliki srednjeveški dvorani. Med francosko revolucijo je bilo 2780 zapornikov, vključno z Marijo Antoaneto, zaprtih, sojenih in obsojenih na Conciergerie, nato pa poslanih na različna mesta, da so jih usmrtili z giljotino. Zdaj je nacionalni spomenik in muzej.

## Od galo-rimske trdnjave do kraljeve palače (1.–10. stoletje)
V 1.–3. stoletju našega štetja je Ile de la Cité postal del galsko-rimskega mesta Lutecija na nasprotnem bregu Sene. Otok je bil obdan z obzidjem, na zahodnem koncu otoka pa je bila zgrajena utrdba rimskega guvernerja. Merovinški kralj Klodvik I. je tam, na mestu rimske trdnjave, od leta 508 do njegove smrti leta 511, postavil svojo prestolnico. Karolinški monarhi so svojo prestolnico preselili iz mesta, vendar je konec 10. stoletja pod Hughom Capetom Pariz postal prestolnica Frankovskega kraljestva. Na istem mestu je zgradil veliko novo utrjeno rezidenco, Palais de la Cité.

## Kapetiska palača (11.–14. stoletje)
- Tloris palače in Conciergerie leta 1380 in 1754 (dvokliknite za polno velikost)
- Banket, ki ga je gostil Karel V. Francoski v čast cesarja Karla IV. Luksemburškega v veliki dvorani (1378)
- Palais de la Cité v Sijajnem horariju vojvode Berrijskega (1412-1416). Conciergerie levo zadaj

Od 11. do 14. stoletja so palačo povečali in olepšali, pridobila je na pomenu v upravljanju kraljestva. Preden je odšel na križarske vojne, je Filip II. Francoski svojo pravno oblast prenesel na Curio Regis, ki je imela redne skupščine, imenovane Parlements, v kraljevi dvorani za delitev pravice. V stavbo je preselil kraljeve arhive in ji dal s tem večji pomen, in imenoval Concierge ali skrbnika, da nadzira upravo palače, kar je stavbi dalo ime. Filip II. je zgradil stolpasto pročelje na strani reke Sene in veliko dvorano. Velika dvorana z dvema vzporednima ladjama je bila uporabljena za kraljeve slovesnosti in sodne seje. Na enem koncu je bila ogromna miza iz črnega marmorja iz Nemčije, okrašena z emblemi fleur-de-lis. Del mize je zdaj prikazan na steni spodnje dvorane. Dvorano so krasili tudi pobarvani leseni kipi francoskih kraljev. »Velike francoske kronike« Jehana de Janduna opisujejo »novo palačo, čudovito in drago delo, najlepše, kar jih je Francija kdaj videla«. Edini ohranjeni deli velike dvorane je dvorana orožnikov in dvorana straže spodaj.
Filip IV. Francoski je nadaljeval obnovo med letoma 1285 in 1314. Zgrajena je bila Velika dvorana, ki je nadomestila manjšo prejšnjo dvorano. Velika dvorana je postala uradni sedež parlamenta in dodal srebrni stolp in Cezarjev stolp.
Pod Karlom V. (1364–80) se je vloga stavbe spremenila. Odločil se je preseliti svojo rezidenco v Louvrsko palačo in Hôtel Saint-Pol. Concierge stare palače je dobil večjo oblast nad spodnjim in srednjim sodiščem. Spodnjim delom stavbe so postopoma dodajali zaporniške celice in postala je znana kot Conciergerie. Njegovi zaporniki so bili mešanica običajnih kriminalcev in političnih zapornikov. Tako kot pri drugih zaporih tistega časa je bilo ravnanje z zaporniki odvisno od njihovega premoženja, statusa in sodelavcev. Premožni ali vplivni zaporniki so običajno dobili svoje celice s posteljo, pisalno mizo in pripomočki za branje in pisanje. Manj premožni zaporniki so si lahko privoščili plačilo preprosto opremljenih celic, znanih kot pistoles, ki so bile opremljene z grobo posteljo in morda mizo. Najrevnejši bi bili zaprti v temne, vlažne celice, polne škodljivcev, znane kot oubliettes (dobesedno »pozabljena mesta«). V skladu z imenom so jih pustili živeti ali umirati v razmerah, ki so bile idealne za kugo in druge nalezljive bolezni, ki so se širile v nehigienskih razmerah zapora.

## 15.–18. Stoletje
- Conciergier (zgoraj levo) v 16. stoletju, narisal Eugene Viollet-le-Duc
- Palais de la Cité leta 1615
- Velika dvorana Palais de la Cité (1560 - uničena v 17. stoletju)
- Zasedanje pariškega parlamenta v veliki dvorani (1715)

Brez kralja kot stalnega prebivalca so bile stavbe podvržene številnim spremembam, da bi ustrezale njihovi sodni in zaporni vlogi. Ludvik XII. je dal rekonstruirati Chamber des Comptes in preuredil Veliko dvorano, ki jo je uporabljal pariški parlament. Poplava Sene pozimi 1689-1690 je povzročila veliko škodo spodnji stavbi, medtem ko je požar leta 1737 uničil Chamber des Comptes. Ponovno jo je zgradil Jacques Gabriel. Drugi požar v palači leta 1776 je povzročil še večjo škodo, saj je dosegel kraljevo dvorano, galerijo trgovcev in glavni stolp. Obnova po požaru leta 1776 je dodala nove celice v pritličje Conciergerie in zamenjala oratorij iz 12. stoletja s sedanjo kapelo.

## Conciergerie in vladavina terorja
- Conciergerie leta 1790
- Rue de Paris - prehod v zapor med revolucijo
- Marija Antoaneta zapusti Conciergerie na poti na svojo usmrtitev

Palais de la Cité in Conciergerie sta imela osrednjo vlogo v francoski revoluciji. 5. maja 1788 je pariški parlament, ki se je leta 1788 sestal v veliki dvorani, zavrnil kraljev ukaz, da preda dva svoja člana na zaslišanje, in ni hotel zapustiti stavbe. Ko se je odvijala  revolucija, je parlament kmalu postal nepriljubljen. Nova ustavodajna skupščina ga je leta 1790 razpustila in vrata Palais de la Cité so bila zaklenjena.
Prva pariška komuna in Sans Culottes sta 10. avgusta 1792 zavzeli Tuilerijsko palačo in prevzeli vodstvo vlade in Conciergerie. Med septembrskimi pokoli so militanti komunardov vstopili v mestne zapore in v štirih dneh pobili več kot 1300 zapornikov, vključno z duhovniki in drugimi, osumljenimi, da pripadajo višjemu sloju ali so sovražni do revolucije. Med žrtvami je bila velika skupina, ki so jo 2. in 3. septembra 1792 usmrtili na ženskem dvorišču Conciergerie.
Revolucionarno sodišče je 10. marca 1793 ustanovila bolj radikalna montagnarska frakcija proti nasprotovanju zmernejših žirondincev. Sodišče se je sestalo v veliki dvorani palače, v zgornjem nadstropju med stolpoma Silver in Caesar. Preimenovali so ga v "Dvorana svobode". Antoine Quentin Fouquier-Tinville, montagnard, je bil imenovan za javnega tožilca in je svojo pisarno in rezidenco namestil poleg dvorane. Septembra 1793 se je teror okrepil. Narodna konvencija, ki so jo nadzirali montagnardi, je 17. septembra 1793 sprejela zakon o osumljencih. Ta zakon je razglasil, da je vsak, ki se šteje za protirevolucionarja ali sovražnika republike, kriv izdaje in zato obsojen na smrt. Sodišče je imelo pet sodnikov in dvanajst izbranih članov porote. Sojenja so bila javna in hitra ter so pritegnila velike množice. Na sodbe se ni bilo mogoče pritožiti. Število mesečnih usmrtitev je naraslo z enajstih na mesec pred zakonom o osumljencih na sto štiriindvajset na mesec.
Kraljica Marija Antoaneta je bila aretirana 3. avgusta 1792 in skupaj z družino najprej zaprta v zaporu Temple. Kralju so sodili med 3. in 26. decembrom 1792 in ga usmrtili 21. januarja 1793. Kraljico so v noči s 1. na 2. avgust 1793 premestili iz templja v Conciergerie. Zaprli so jo v enoposteljno celico na pritličje s pogledom na žensko dvorišče. Niso ji dovolili nobenih pisalnih pripomočkov, ves čas sta jo opazovala dva žandarja. Potem ko so odkrili več neuspešnih načrtov za njeno osvoboditev, so jo premestili v drugo celico, kjer je sedanja spominska kapela, in tam pridržali štiriinštirideset dni. Zaslišana je bila 12. oktobra v njeni celici in obtožena treh kaznivih dejanj: dogovarjanja z Avstrijo, čezmernih izdatkov in nasprotovanja revoluciji. Med sojenjem je bila dodana še ena obtožba, incestuoznih odnosov z njenim sinom. Sojenje se je začelo 14. oktobra 1793 v nekdanji Veliki dvorani palače. Imela je dva odvetnika, ki ju je imenovalo sodišče, a jima je bilo dovoljeno le manj kot en dan za pripravo primera. Sojenje je trajalo dva dni, na njem je pričalo enainštirideset prič. Sojenje se je končalo 16. oktobra 1793; kot je bilo pričakovano, je bila obsojena na smrt in pozneje istega dne v vozičku odpeljana na giljotino, postavljeno na Place de la Revolution, zdaj Place de la Concorde.
V obdobju 1793–94, na vrhuncu terorja, je bilo v zaporu približno šeststo jetnikov. Večino zapornikov so v Conciergerie premestili iz drugih zaporov in so pred sojenjem in obsodbo preživeli le nekaj dni ali največ nekaj tednov. Politični in kriminalni zaporniki so bili pomešani skupaj. Revnejši zaporniki so bili zaprti v skupne celice na najnižjem nivoju, s tlemi, pokritimi s slamo. Te zapornike so imenovali Pailleaux ali »slamnati pragovi«. Drugi so bili zaprti v kvadratno celico šest čevljev široko in šest čevljev dolgo, z ozkim oknom z rešetkami. Manjše število premožnejših jetnikov je paznike lahko podkupilo za celice z dvema zložljivima posteljama. Ti zaporniki so lahko pošiljali in prejemali pošto, dajali na pranje oblačila in včasih imeli obiske. Ti zaporniki so bili imenovani pistoliers, ker so podkupovali stražarje s kovanci za pištole. Vendar pa so ti privilegiji prenehali, ko je zapor postal bolj natrpan in je teror dosegel vrhunec.
Spomladi 1794 je sodišče začelo soditi zmernim revolucionarnim voditeljem, vključno z Dantonom in Camille Desmoulinsom. Maja so sodili in obsodili Elizabeto, sestro Ludvika XVI., »Zaradi pripadnosti družini tirana«. 10. junija 1794 je bil sodni postopek spremenjen, da bi omogočil hitrejše sojenje; priče niso bile več potrebne, definicija »osumljenca« pa je bila razširjena. Do konca junija so sodili, obsodili in pošiljali na giljotino v povprečju osemintrideset ljudi na dan. Med letoma 1793 in 1795 sta bili dve tretjini sojenih zapornikov obsojeni na smrt. Na vrhuncu vladavine terorja so bili štirje od petih zapornikov obsojeni na smrt.
Do konca julija 1794 so se zmernejši revolucionarji v strahu za lastno varnost obrnili proti Robespierru in drugim radikalnim voditeljem. 27. julija je večina Konventa glasovala za aretacijo Robespierra. Ta je poskušal narediti samomor, bil je ranjen in odpeljan v Conciergerie, kjer so mu dali nekdanjo celico Marije Antoanete. 28. julija ga je sodišče obsodilo na smrt in ga giljotiniralo na Place de la Revolution.
Avgusta je bil vodja sodišča Fouquier-Tinville aretiran in obsojen. Trdil je, da so bili »izvrševanje zakonov, pravičnost in človečnost vedno moja edina pravila obnašanja«, vendar je bil devet mesecev zaprt v Conciergerie, 7. maja 1795 je šel pod giljotino. Sodišče je bilo ukinjeno maja 31, 1795. V sedemsto osemdesetih dneh je sodišče obsodilo in usmrtilo 2780 zapornikov.
Zgodnje revolucionarno obdobje je v zaporu nadaljevalo tradicijo interniranja zapornikov na podlagi bogastva, tako da so premožnejši zaporniki lahko najeli posteljo za 27 livrov 12 sousov za prvi mesec, 22 livrs 10 sousov za naslednje mesece. Tudi ko se je cena znižala na 15 livrov, so poveljniki zapora zaslužili bogastvo; ko se je teror stopnjeval, je lahko zapornik plačal za posteljo in bil nekaj dni kasneje usmrčen, s čimer bi posteljo sprostil za novega zapornika, ki bi potem tudi plačal. Neki memoarist je Conciergerie označil za »najbolj donosno opremljeno prenočišče v Parizu«. Za večino zapornikov so bile utesnjene celice okužene s podganami in smrad po urinu je prežemal vsako sobo. Ko je teror dosegel vrhunec, so se posebni privilegiji za premožne zapornike v veliki meri zmanjšali in prenehali.
Ujetnikom, razen tistim, ki so bili zaprti v ječah, je bilo dovoljeno hoditi po galeriji za ujetnike od 8. ure zjutraj do ene ure pred sončnim zahodom. Poimensko klicanje je bilo vedno mukotrpno, ker je bilo veliko ječarjev nepismenih in so lahko trajale ure, da so potrdili, da so vsi zaporniki ujeti. Glavni ječar, ki je sedel ob vratih, je določal, ali bodo obiskovalcem dovolili v zapor. Njegova odločitev je bila bolj odvisna od njegovega razpoloženja kot katerega koli nastavljenega postopka. Bil je zadolžen tudi za reševanje sporov med ječarji in njihovimi skrbniki.
Vsak večer so se ujetniki zbrali na dvorišču pred Tour Bonbec, da bi poslušali branje seznama ujetnikov, ki jim bodo naslednji dan sodili. Ko so zapornikom sodili in jim izrekli kazen, so jih odpeljali v Salle de la Toilette, kjer so jim zaplenili osebne stvari. Postavili so jih na vozičke na dvorišču May Courtyard in jih odpeljali na giljotine na mestih po vsem Parizu. Nekateri od zapornikov, zaprtih v Conciergerieju, so bili pesnik Andre Chenier, Charlotte Corday, Élisabeta Francoska, Madame du Barry in 21 žirondistov, skupina zmernih poslancev, aretiranih in usmrčenih na začetku vladavine terorja.

## 19. stoletje do danes
- Conciergerie v rekonstrukciji - 1857-58 (Musée Carnavalet)
- Notranjost Conciergerie leta 1936

Po obnovitvi Bourbonov leta 1814 (in ponovno leta 1815, po stodnevni vladavini Napoleona Bonaparta, se je Conciergerie vrnila k svoji vlogi sodišča in zapora. Med zaporniki je bil tudi Michel Ney, eden od Napoleonovih generalov, ki je bil tam obsojen ker je prelomil prisego kralju Ludviku XVIII. in se pridružil Napoleonovi vojski pri Waterlooju; Georges Cadoudal, vodja rojalistične vstaje Chouannerie Breton in anarhist Ravachol. Med kasnejšimi zaporniki je bil tudi bodoči Napoleon III., ki so mu leta 1840 tam sodili po neuspelem poskusu zasega oblasti in obsojen na dosmrtno ječo v zaporu Ham, iz katerega je pobegnil.
Od leta 1812 je palačo in dele Conciergerie obnovil in na novo zgradil arhitekt A. M. Peyrle. Njegovi dodatki so vključevali spominsko kapelo Marije Antoanete. Leta 1847 so se začela dela na povečani sodni palači, z novim sodiščem skrajšane pristojnosti med Srebrnim stolpom in Tour Bombec. Leta 1862 je Conciergerie dobila status zgodovinskega spomenika, čeprav se je še vedno uporabljala kot zapor. Med letoma 1847 in 1871 sta arhitekta Joseph Louis Duc in Étienne Thédore Dommey zgradila novo pročelje za ministrstvo za pravosodje, ki gleda na Boulevard du Palais; zgradili novo stavbo za prepravno policijo; rekonstruirali zgodovinsko Salle des Pas-Perdus in obnovili stolp z uro ter zgradili novo stavbo poleg Conciergerie za Cour de Cassation. Istočasno so se lotili obnove srednjeveških dvoran Conciergerie in leta 1870 dvignili stolp z uro. Njihovo delo je prekinila vstaja pariške komune leta 1871. V zadnjih dneh komune so komunardi zažgali novo Palais de Justice in močno poškodovali notranjost. Obnova in rekonstrukcija je trajala nadaljnjih dvajset let. Palača je bila dokončana z dokončanjem Tribunal Correctionnel med letoma 1904 in 1914. Nekateri deli Conciergerie so bili odprti za turistične obiske leta 1914. Zapor je deloval do leta 1934, ko je bil dokončno zaprt.

## Opis

### Stolpi in fasade
- Severna fasada Conciergerie: Ura (levo); Cezar in srebro (na sredini); Stolp Bonbec (desno)
- Tour de l'Horloge ali stolp z uro (14. in 16. stoletje)
- Ura na urnem stolpu (14. stoletje)

Štirje srednjeveški stolpi severne fasade, vzdolž Quai de l'Horloge med Cour de Cassation in Boulevard du Palais, so najvidnejši zunanji ostanki stare Conciergerie.
Tour Bonbec je okrogel stolp z obzidjem in stožčasto streho iz skrilavca, ki je na zahodnem koncu Conciergerie, poleg Cour de Cassation. Je najstarejši od stolpov, zgrajen v 13. stoletju pod Ludvikom IX. Prvotno je bil eno nadstropje krajši od ostalih stolpov, v 19. stoletju, pod Napoleonom III., pa so ga povišali na današnjo višino in obliko. Ime stolpa izvira iz Bon Bec, slengovske besede za »dobrega govorca«. Nanaša se na mučilnico, ki je bila med vladavino terorja v tem stolpu; nanašalo se je na tiste zapornike, ki so pod mučenjem svobodno govorili.
Vrata na severu obdajata dva okrogla stolpa s stožčastimi strehami, vendar brez obzidja. Cezarjev stolp, na levi strani obrnjen proti stavbi, je poimenovan v čast rimskih cesarjev, zlasti Julija Cezarja, ki je obiskal otok med galskimi vojnami, da bi se srečal z voditelji galskih plemen, ter poznejšimi cesarji in rimskimi guvernerji, ki so živeli tam na otoku. Dva stolpa je v začetku 14. stoletja zgradil Filip IV. Kasneje v 14. stoletju so bili spodnji deli stolpov povezani z zaporom Conciergerie in so bili do francoske revolucije uporabljeni kot ječe. Srebrni stolp na desni je bil uporabljen za shranjevanje dela kraljeve zakladnice. Ko se je sodišče preselilo v Versailles, sta bila zgornja dela obeh stolpov pritrjena na veliko dvorano parlamenta in sta bila uporabljena za shranjevanje civilnih in kazenskih registrov kraljestva. V letih 1793–94, na vrhuncu terorja, je imel glavni tožilec revolucionarnega sodišča Antoine Fouquier-Tinville svoje pisarne v dveh stolpnicah, blizu sodne dvorane sodišča.
Najnovejši stolp je Tour de l'Horloge ali stolp z uro na vogalu Boulevard du Palais in Quai de l'Horloge. Dokončal ga je Ivan II. Francoski in končal leta 1350. To je najvišji stolp Conciergerie, visok pet nadstropij, z obzidjem in stolpom z lanterno na vrhu; služil je kot stražarnica in stolp z uro. Ura je bila nameščena med vladavino Karla VI. in je bila prva javna ura v Parizu. Leta 1585 je francoski kralj Henrik III. Francoski okrasil uro z novim obrazom, postavljenim na modro ozadje z zlatimi fleurs-de-lis in uokvirjenim s kipoma zakona in pravičnosti kiparja Germaina Pilona. Okrasje so med revolucijo uničili, veliki zvon v luči, s katerim so zvonili ob velikih dogodkih, pa so odstranili in pretalili. Stolp je bil večkrat obnovljen, nazadnje leta 2012.
Sedanja pročelja so bila zgrajena pozneje kot stolpi. Severna fasada med stolpoma je bila zgrajena v 19. stoletju v gotskem slogu. Vzhodni del, okoli vhoda, je bil zgrajen med obnovo Bourbonov v začetku 19. stoletja, medtem ko sta zahodni del zgradila Joseph-Louis Duc in Étienne Théodore Dommey v drugi polovici 19. stoletja, pod cesarjem Ludvikom Napoleonom. Skoraj dokončani so bili leta 1871, ko je mesto prevzela Pariška komuna. Komuna je stavbo v zadnjih dneh komune zažgala in močno poškodovala notranjščino, a je bila v poznem 19. stoletju obnovljena. 

### Dvorana orožnikov in »Rue de Paris«
- Dvorana orožnikov
- Spiralno stopnišče iz Dvorane orožnikov v Veliko dvorano zgoraj
- Fragment zgodnjega okrasja
- Prehod "Rue de Paris" skozi zapor

Dvorano orožnikov (Salle des Gens d'Armes) je v začetku 14. stoletja v pritličju zgradil Filip IV. Zaradi velike velikosti (prvotno dolga 68 metrov, zdaj 61,2 metra, široka 28 metrov in visoka do oboka 8,7 metra) je največja neverska gotska dvorana v Evropi. Služila je kot jedilnica in zbirališče oboroženih stražarjev in služabnikov, vezanih na palačo, ki so šteli med tisoč in dva tisoč oseb. V času vladavine Filipa IV. so bili deli dvorane včasih uporabljeni za srečanja posebnih komisij, ki jih je imenoval kralj za preiskavo težav v kraljevih ustanovah v francoskih provincah. Ti deli bi bili med sestanki ločeni od preostale dvorane s pregradami ali tapiserijami.
Dvorana je posebej zagotavljala osebje in storitve za Veliko dvorano, ki je neposredno nad njo v prvem nadstropju. Spodnja dvorana je bila z zgornjo povezano s spiralnimi stopnicami; del enega stopnišča je še vedno na mestu. Dvorana je bila razdeljena na štiri ladje z vrsto masivnih stebrov v sredini, obdanih z dvema vrstama valjastih stebrov. Toploto so zagotavljala štiri velika ognjišča okoli dvorane. Zahvaljujoč podpori stebrov in slopov je imela dvorana prvotno velika okna, ki so bila večinoma zaprta v 17. stoletju, ko je bila zgrajena Galerie Dauphine, čeprav so njihovi sledovi še vedno vidni na južni steni.
Leta 1364, ko je Karel V. zapustil palačo, je bila dvorana spremenjena za nove zaporniške funkcije. Zadnji trakt na zahodu je bil dvignjen v višino in z rešetkami ločen od preostale dvorane. To je postala »Rue de Paris«, varna pot do zaporniških celic, poimenovana po »Monsieur de Paris«, vzdevku mestnega krvnika.

### Dvorana stražarjev
- Dvorana stražarjev
- Kiparska dekoracija dvorane straže (19. st.)
- Dvorana stražarjev

Dvorano stražarjev (Salle des Gardes) je zgradil Filip IV. istočasno kot dvorano orožnikov v začetku 14. stoletja. Je na severu ali stara palača, med Cezarjevim in Srebrnim stolpom ter Seno in zasebnim kraljevim vrtom na zahodu. Najprej ga je zasedla kraljeva garda, kasneje pa je bila uporabljena kot predprostor parlamenta, ki je bil neposredno nad. Je manjša od dvorane orožnikov, dolga je 21,8 metra, široka 11,7 metra in visoka 8,3 metra. Rebrasto obokan strop, podprt s tremi masivnimi stebri, jo deli na dve ladji. Tako kot dvorana orožnikov je bila povezana z zgornjo sobo s spiralnim stopniščem.
Ko je kralj Karel V. preselil kraljevo rezidenco iz mestne palače v Louvre, so dvorano stražarjev spremenili v zapor. Razdeljena je bila na ječe za revne jetnike, ki so jih hranili samo s kruhom in vodo, spali pa so na tleh. Po navadi je bila prenatrpana, zaporniki so včasih morali spati v izmenah. Od leta 1780 dalje so se moški jetniki lahko razgibali na sosednjem dvorišču. Med vladavino terorja so dvorano uporabljali za zaprtje zapornikov pred sojenjem v sodni dvorani revolucionarnega sodišča v zgornji dvorani. Celice so postale tako natrpane, da so postavili drugo nadstropje, zgrajeno iz lesa in dostopno po lestvah. Dvorano je v 19. stoletju obnovil arhitekt Antoine Marie Peyrle, ki je dodal nekaj okrasnih podrobnosti, vključno s skulpturo na kapitelih stebrov. 

### Kuhinja
Kuhinjski paviljon je bil dodan okoli leta 1353, kmalu za drugimi velikimi dvoranami. Postavljen v severozahodnem kotu, je bil nekoliko ločeno od ostalega dela stavbe, da bi zmanjšali nevarnost požara. Prvotno je bil nameščen na dveh nivojih, pri čemer je bila na zgornjem nivoju pripravljena hrana za kraljevo družino in goste, na spodnjem pa za osebje. Ko je bil kralj v rezidenci, so obroke pripravljali na velikem ognjišču v zgornjem nadstropju ali pripravljali v spodnji kuhinji in jih odnašali navzgor po zunanji klančini, ki je ni več. Kuhinja je prvotno imela osem velikih oken, vendar so bila vsa razen dveh zazidana, potem ko je postala zapor. Včasih sta bili tako zgornja kot spodnja kuhinja uporabljeni za dogodek, kot je banket treh kraljev 6. januarja 1378, ki ga je organiziral Karel V. za dobrodošlico svojemu stricu, cesarju Svetega rimskega cesarstva Karlu IV., in njegovemu bratrancu Vaclavu. Kuhinji v zgornjem in spodnjem nadstropju sta sodelovali pri pripravi banketa s tremi hodi z desetimi jedmi v vsakem jedi, ki so jih v veliki dvorani postregli kraljevim gostom ter osemsto nemškim in francoskim vitezom. 

### Koridor za zapornike
- Pisarena concierge ali skrbnika
- Prikaz ključavnic, ključev in lisic
- Celica za zapornike, ki so lahko plačali posteljo in prehrano

Zgornji nivo Conciergerie je bil v 19. in 20. stoletju precej prezidan. Skoraj vse prvotne celice, vključno s celico Marije Antoanete, so bile porušene in nadomeščene z novimi sobami. Po zaprtju zapora in preoblikovanju v muzej so nekatere nove prostore spremenili v galerije. Leta 1989 so bili poustvarjeni trije prostori, ki prikazujejo upravno funkcijo zapora. Prva je celici podobna pisarna tajnika, ki je sprejemala prihajajoče zapornike, vpisovala njihova imena v veliko knjigo in vzela njihove stvari. Ta pisarna je bila prvotno v pritličju, blizu Cour du Mai, glavnega vhoda v zapor, kamor so prihajali zaporniki. Zapornike so nato odpeljali v celice vzdolž hodnika za jetnike, ki je podaljšal dolžino stavbe. Ob poustvarjeni matični pisarni je poustvarjena pisarna Conciergeja, upravnika zapora. Tretja poustvarjena soba je soba za nego, kamor so odpeljali ujetnike na dan usmrtitve. Slekli so se in oblekli posebno tuniko brez ovratnika, lase pa so jim postrigli, da je rezilo giljotine lažje prešlo skozi vrat.
Poleg teh sob so na hodniku še tri rekreacije zaporniških celic in štiri sobe, v katerih so prikazani predmeti in dokumenti, ki ponazarjajo zgodovino stavbe in glavne dogodke revolucije.

### Dvorana imen in jetniška kapela
- Ponovno ustvarjena celica, ki se uporablja kot razstavna dvorana
- Dvorana imen; na stenah so pritrjena imena več kot štiri tisoč ljudi, ki jih je revolucionarno sodišče obsodilo na smrt
- Oltar jetniške kapele Conciergerie. Za zaveso je spominska kapela Marie Antoinette.
- Ženska galerija v kapeli Conciergerie

Dvorana imen ima stene prekrite z imeni več kot štiri tisoč ljudi, ki jim je revolucionarno sodišče sodilo in jih obsodilo na smrt. Večina jetnikov je prihajala iz srednjega ali nižjega sloja, čeprav jih je bilo dvajset odstotkov iz nekdanjega plemstva in duhovščine. Med pomladjo 1793 in 1794 je skoraj polovica zapornikov, ki jim je sodilo sodišče, zapustila zapor živih, toda to število je padlo na samo dvajset odstotkov med pomladjo 1793 in 1794, obdobjem velikega terorja. Obiskovalci si lahko z zaslonom na dotik ogledajo biografije petdesetih slavnih zapornikov, usmrčenih med terorjem.
Jetniška kapela je bila obnovljena leta 1776 po požaru, ki je uničil prejšnji oratorij. Malo se je spremenilo od časa revolucije. Oltar, spovednica in veliko razpelo so iz 18. stoletja. Ženske so lahko obiskovale bogoslužja ločeno sedeče na zgornjem nivoju, za rešetkami. Črne zavese za oltarjem prekrivajo vhod v termalno spominsko kapelo, posvečeno Mariji Antoaneti. Kapelo so verjetno uporabljali kot celico med terorjem, ko je bil zapor še posebej prenatrpan.

### Spominska kapela ali kapela Marie-Antoinette
Prvotna celica Marije Antoanete je bila po obnovitvi monarhije uničena in jo je leta 1815 nadomestila spominska kapela, posvečena njej, na mestu njene celice. Naročil jo je Ludvik XVIII., brat usmrčenega Ludvika XVI. Vsebuje marmorni spomenik, posvečen kraljici, s Kraljičino oporoko in tri slike kraljice, ki prikazujejo njeno zaprtje. Edina svetloba v kapeli prihaja iz enega samega vitraža, stene iz črnega umetnega marmorja pa so označene s kamnitimi solzami.

### Žensko dvorišče
Žensko dvorišče, kjer so Marija Antoaneta in druge jetnice smele telovaditi, je malo spremenjeno od časa revolucije. Iz tistega časa so arkade, vrt, kamnita miza in fontana, kjer so jetniki lahko prali oblačila. Na zadnji strani vrta, v severovzhodnem vogalu, je majhno trikotno območje, ki je od ženskega dvorišča ločeno z vrati. To območje je pripadalo moškemu zaporu in je bilo verjetno uporabljeno za varen prevoz ujetnikov.